# William Walker (Taucher)

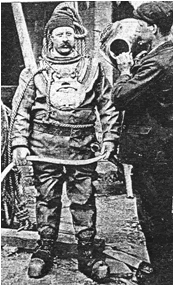
William Walker

William Walker, MVO, (* 1869 in Newington, Surrey, England; † 1918) war der erfahrenste Taucher der britischen Firma Siebe Gorman. Sein Einsatz von April 1906 bis September 1911 trug zur Wiederherstellung der Standsicherheit der Kathedrale von Winchester bei.
Die Kirche drohte in den Untergrund aus Torf und bodennahem Grundwasser zu versinken. Zur Sicherung der Fundamente musste das Grundwasser abgesenkt und die Mauern verstärkt werden. Da die Grundmauern bei unkontrolliertem Abpumpen nachzugeben drohten, mussten sie abgestützt werden, da die Kirche sonst sofort eingestürzt wäre.

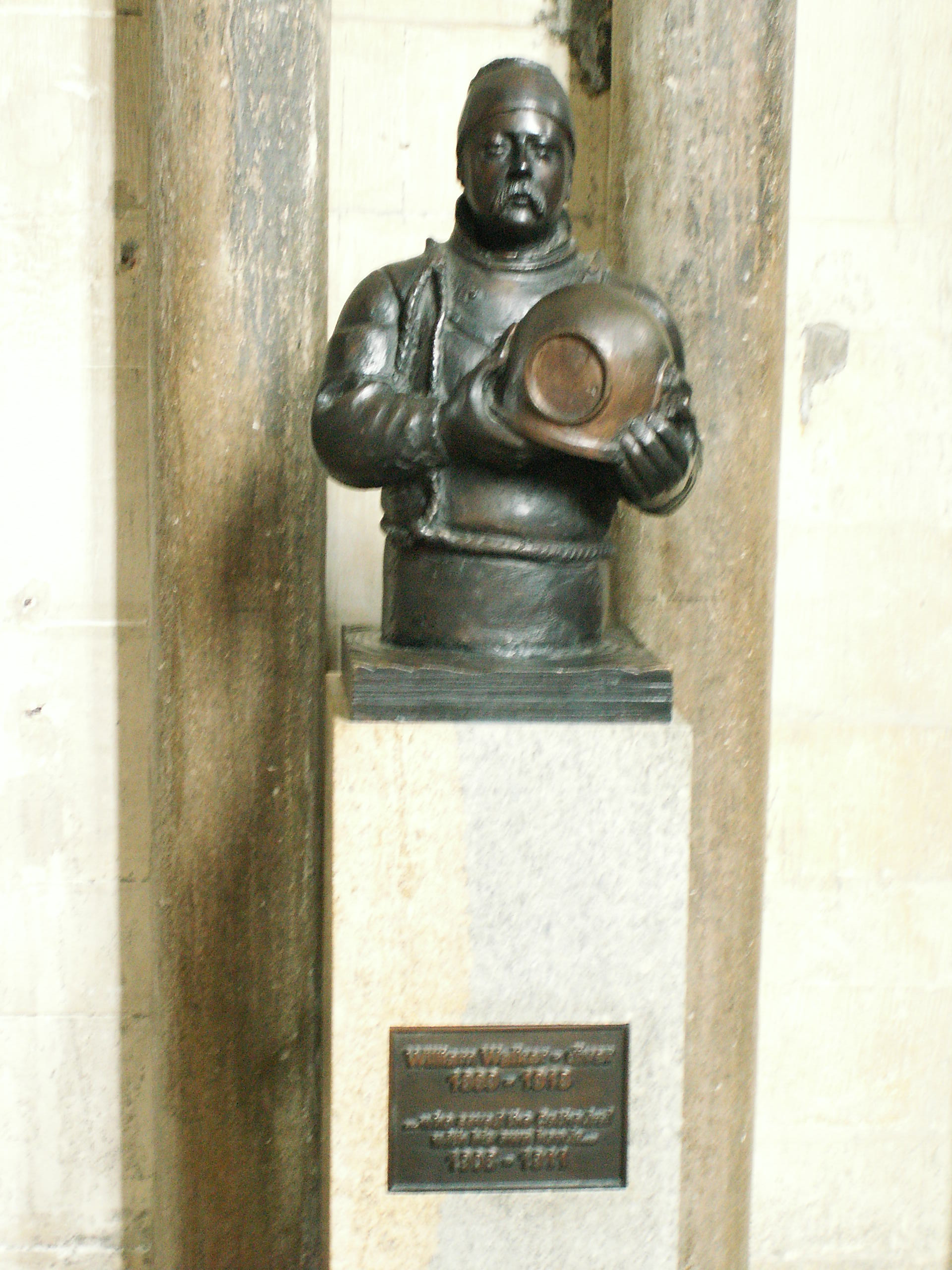
Büste an der Kathedrale von Winchester für William Walker

Daher wurden entlang der südlichen und östlichen Grundmauern rund 235 bis zu 6 m tiefe Gruben ausgeschachtet. Unterstützt von seinem Signalmann William West tauchte Walker mit einem Helmtauchgerät in diese Gruben unter das Fundament der Kirche. Dort entfernte er die Torfschicht und unterlegte die Mauern mit kleinen Zementsäcken, die schließlich geöffnet wurden, abbanden und so eine tragfähige Stütze bilden konnten. Danach wurde das Grundwasser abgepumpt und Maurer konnten die eigentlichen Sanierungsarbeiten durchführen. Walker arbeitete dabei bis zu sechs Stunden täglich in absoluter Dunkelheit, da das mit Schwebeteilchen versetzte Wasser für Licht vollkommen undurchdringlich war und vollständig die Sicht nahm.
Insgesamt wurden bei dem Einsatz ca. 25.000 Zementsäcke, 115.000 Zementblöcke und 900.000 Ziegelsteine verwendet.
Für seinen Einsatz wurde Walker zum Member of The Royal Victorian Order (MVO) ernannt. William Walker starb zusammen mit seiner Frau an der Spanischen Grippe-Epidemie des Jahres 1918.
Eine Büste an der Kathedrale von Winchester erinnert an Walker und seinen Einsatz, der ihm die Bezeichnung „der Mann, der Winchester Cathedral mit seinen beiden Händen rettete“ eintrug.